# Эггерс, Курт
Курт Эггерс (нем. Kurt Eggers 10 ноября 1905, Берлин, Германская империя — 12 августа 1943, Харьковская область, УССР) — немецкий писатель, поэт, политик и офицер войск СС, оберштурмфюрер СС.

## Биография
Сын банковского служащего. В 1917 году отец отказался отпустить Курта в кадетский корпус и отправил его на флот. В январе 1919 года Эггерс вместе с капитаном корабля и несколькими товарищами вступил в Добровольческую кавалерийской дивизии, участвовал в подавлении восстание спартакистов. Дивизия была причастна к убийству Карла Либкнехта и Розы Люксембург. Участник Капповского путча. В 1920 году вступил во фрайкор, участник штурма Санкт-Аннаберга. За жестокость и крайний антисемитизм получил прозвище «Эггерс-убийца евреев». Из-за прогулов в связи с участием в боях был исключен из школы.
В 1924 году поступил на службу в 3-й артиллерийский полк рейхсвера в Франкфурте-на-Одере, впоследствии отправился в Берлин на учёбу. Изучал санскрит, археологию, философию и протестантскую теологию в университетах Ростока, Берлина и Гёттингена. После составления богословского экзамена был викарием в Нойштрелице и вспомогательным пастором в Берлине. В 1931 году оставил церковь и сосредоточился на писательской деятельности.
Благодаря страстному национализму вступил в контакт с нацистами, стал членом «Кружка поэтов» Геббельса. В 1933 году возглавил радио Лейпцига, в 1936 году — одно из отделений Главного управления СС по вопросам рас и поселений. Автор многочисленных драм, гимнов, солдатских песен и маршей. В произведениях Эггерса проявляются расистские и антисемитские взгляды автора.
После Польской кампании Эггерс вступил в войска СС как командир роты 5-й танковой дивизии СС «Викинг». Погиб в 1943 году в боях под Белгородом, пытаясь контратаковать наступающие силы Красной Армии.

## Наследие
В честь Эггерса назвали полк военных корреспондентов и пропагандистов СС «Курт Эггерс».
В советской зоне оккупации Германии и ГДР многочисленные произведения Эггерса попали в список запрещенной литературы.
Для многих правых экстремистов Эггерс является примером безусловной военной преданности и стойкости.

## Семья
Был женат, имел троих сыновей. Правый экстремистский политик (член Немецкого народного союза, писатель и журналист Свен Эггерс — внук Курта Эггерса.

## Награды
- Силезский Орел 2-й и 1-й степени
- Немецкий имперский спортивный знак в серебре
- Гражданский знак СС
- Крест Военных заслуг 2-го класса
- Железный крест 2-го класса
- Нагрудный знак «За танковую атаку» в серебре
- Нагрудный знак «За ранение» в чёрном
- Железный крест 1-го класса (посмертно)